# DDG-991 세종대왕
DDG-991 세종대왕(世宗大王)은 대한민국 해군 최초의 세종대왕급 이지스 구축함이다. 조선시대 임금인 세종대왕을 기념하여 명명되었다. 2010년 림팩훈련에 참가하였으며, 화력지원훈련에서 7개국 19척 함정 중 함포 사격에 있어 좋은 성적을 거두어 탑건함으로 선정되었다.

## 건함일지
1997년 김영삼 대통령이 일본의 독도 도발에 대응하여 해군 기동함대 건설을 해군참모총장에게 직접 지시하여 시작된 사업으로 하였으나 IMF사태로 백지화되었다. 그러나 김대중 정부에서 본래 계획보다 적은 이지스함 3척을 진수하고 대신 이지스함의 화력을 높이는 쪽으로 계획을 변경하였다.
진수식은 2007년 5월 25일, 오후 3시 울산광역시 현대중공업 제6도크에서 이뤄졌으며, 이날 진수식을 가짐으로써 대한민국은 세계 5번째 이지스함 보유국가가 되었다. 행사에는 노무현 대통령과 김장수 국방장관, 송영무 해군참모총장 등 각계 주요 인사가 참석하였다. 노무현 대통령은 축사를 통해 "오늘 인사문을 준비했는데, 가슴이 벅차 제대로 읽을 수 없다. 오늘은 대한민국 해군이 최고 성능의 배를 가지게 된 날이다."라고 말했다.
함의 명칭과 관련하여 진수식 당시 송영무 해군참모총장은 "국민의 안위와 국방력 강화에 힘썼던 세종대왕의 정신을 이어받겠다."는 의미로 '세종대왕함'으로 명명되었다."고 밝혔다.

## 특징
세종대왕급의 기본선체는 미국의 알레이버크급 구축함을 기본으로 하고 있으나 한국형 수직 발사기(KVLS)가 48셀 탑재되었기 때문에 알레이버크급 구축함보다 10%정도 배수량이 증가하였다. 이곳에는 자체개발한 천룡 순항 미사일과 홍상어 대잠미사일이 탑재된다.
전투시스템은 이지스 베이스라인 7.1과 거의 동일하지만 해성 미사일, RIM-116램, 골키퍼 CIWS 등의 세종대왕급만의 구별되는 무기체계를 탑재하고 있으며 ASWCS-K 대잠전 시스템이 포함되어 있다.
세종대왕함은 2009년 4월 5일 북한의 장거리 로켓 발사를 15초 만에 탐지해 실시간으로 전파, 위력을 과시했다. 동해상에 함께 전개했던 미국, 일본의 이지스함보다 한 발 앞섰던 것으로 알려졌다.
다만 미국과 일본의 구축함에 장착하는 레이더와 세종대왕급에 장착하는 레이더는 같기에 그저 거리차이로 더욱 빨리 탐지했다 생각하면 된다.

## 제원
- 기준 배수량: 7,650 톤
- 만재 배수량: 10,000 톤 (+2000~3000톤 예상)
- 전장: 165.9m
- 선폭: 21.4m
- 흘수: 6.25m
- 추진: 4 x GE LM2500 (COGAG)
- 최고속력: 30노트
- 항속거리: 5,500해리 (10,186km)
- 승조원: 300명 내외
- 무장
  - SM-2 Block IIIB
  - RIM-116 램
  - 천룡 순항 미사일 - 한국형 토마호크
  - SSM-700K 해성 - 한국형 하푼
  - 청상어 어뢰
  - 홍상어 (대잠유도탄) - 한국형 아스록
  - 골키퍼 CIWS
  - 127mm Mk45 Mod4
  - SLQ-261K 어뢰음향대항체계
- 탐지 장비
  - 레이다
    - AN/SPY-1D 대공레이다
    - AN/SPQ-9 대수상레이다
    - AN/SPG-62 일루미네이터

  - 소나
    - DSQS-21 BZ-M 함수소나
    - SQR-220K 흑룡 예인소나